# Dolní Lánov
Dolní Lánov är en ort i Tjeckien.   Den ligger i regionen Hradec Králové, i den nordöstra delen av landet, 100 km nordost om huvudstaden Prag. Dolní Lánov ligger 411 meter över havet och antalet invånare är 680.
Terrängen runt Dolní Lánov är platt åt sydväst, men åt nordost är den kuperad. Runt Dolní Lánov är det ganska glesbefolkat, med 42 invånare per kvadratkilometer. Närmaste större samhälle är Trutnov, 17,7 km öster om Dolní Lánov. Omgivningarna runt Dolní Lánov är en mosaik av jordbruksmark och naturlig växtlighet.